# Grb Litavske SSR
Grb Litavske Sovjetske Socijalističke Republike je uveden ustavom od 25. kolovoza 1940. godine kao službena oznaka Litavske SSR. Vrhovno izvršno tijelo Litavske SSR odredilo je da se grb temelji na grbu Sovjetskoga Saveza. Crtež je službeno utvrđen ukazom Prezidija Vrhovnoga sovjeta Litavske SSR dana 27. rujna 1940. godine. Grb je oblikovao umjetnik Vsevolodas Dobužinskis, a prvo je objavljen 5. rujna 1940. u glasilu Tiesa. Prikazuje simbole poljoprivrede (grančice hrasta i pšenica). U pozadini se nalazi izlazeće sunce, simbol budućnosti litvanske nacije. Na grbu se nalaze i crvena zvijezda i srp i čekić, simboli komunizma. U sklopu grba se nalazi i moto SSSR-a "Proleteri svih zemalja, ujedinite se!" napisan na litavskome i ruskom jeziku. U dnu grba se nalaze natpis LTSR (litavska kratica za Litavska Sovjetska Socijalistička Republika).
Grb je bio na snazi do 11. ožujka 1990., kada je službeno zamijenjen današnjim grbom Litve. Iako je, tehnički, više amblem nego grb, s obzirom kako ne slijedi heraldička pravila.

## Unutarnje poveznice
- Grb Litve
- Zastava Litavske SSR